# ファミリー・キングダム・アミューズメントパーク
ファミリー・キングダム・アミューズメントパーク (Family Kingdom Amusement Park)とは、アメリカ合衆国、サウスカロライナ州、マートルビーチにある、遊園地である。ウォーターパークを除き、37のアトラクションがある。

## 園内遊具
ウォーターパーク(ウォーターアトラクション)も豊富で、8箇所ある。季節によって、花火も行われる。園内にある大観覧車や、ローラーコースターには電気がつけられていて、夜になると黄色や赤に点灯する。